# Hypanthidium tuberigaster
Hypanthidium tuberigaster är en biart som först beskrevs av Urban 1994.  Hypanthidium tuberigaster ingår i släktet Hypanthidium och familjen buksamlarbin. Inga underarter finns listade i Catalogue of Life.